# Eddy Muringen
Charles Eduard (Eddy) Muringen (28 januari 1934 – 8 februari 2009) was een Surinaams musicus. Hij speelde op trompet, gitaar, piano en vibrafoon en arrangeerde muziek. Hij was tien jaar lang kapelmeester in het leger en daarnaast muziekdocent aan lerarenopleidingen. Hij speelde in diverse bands, waaronder zijn eigen combo, Sonora Paramarera en Conjunto Latinos.

## Biografie
Eddy Muringen was het jongste uit zeven kinderen. Op jonge leeftijd leerde hij trompet spelen, en later ook gitaar, piano en vibrafoon. Nadat hij op zijn twintigste de Ambachtsschool afrondde, ging hij aan de slag als instrumentenmaker en pianostemmer voor 's Lands Telegraaf en Telefoondienst (LTT) en in maart 1956 bij de Troepenmacht in Suriname (TRRIS). In september van dat jaar trouwde hij met Thelma Henriette Burleson; al hun zeven kinderen zijn muzikaal, onder wie Walter, Lucretia en Cherwin.
Door zijn aantreden bij de TRIS kreeg zijn leven een muzikale wending. In 1969 reisde hij mee als trompettist en arrangeur naar de taptoe in Delft, waar hij verraste door zijn vermenging van marsmuziek met kaseko. Tijdens zijn bezoek maakte hij van de gelegenheid gebruik om samen met enkele andere TRIS-leden een elpee op te nemen in Heemskerk. Deze, met arrangementen van hemzelf en Alberto Gemerts, kwam uit onder de titel Eddy Muringen en de Kamalamas. Nummers van de elpee die ook later nog weer afgespeeld zijn, zijn onder meer We gwe ma we kon baka en Sinangoo. Hij maakte meer muziekreizen met de TRIS, zoals in 1974 naar Willemstad (Curaçao). Van 1975 tot 1985 was hij kapelmeester voor het Nationale Leger.
Daarnaast was hij muziekleraar en cursusleider op het Instituut voor de Opleiding van Leraren (IOL), het Christelijk Pedagogisch Instituut (CPI) en de Avondopleiding Onderwijzersacte. Met zijn zoon Walter en Marcel Balsemhof werkte hij aan het album Kinderplaat (1982) voor de Female Jaycees Paramaribo. Daarnaast maakte hij deel uit van diverse muziekgroepen, waaronder zijn eigen combo, Sonora Paramarera, Conjunto Latinos, Rodrigues Combo, Swing Masters, Orchestra Tropical en Orchestra Popular.
In de nadagen van zijn leven werd hij getroffen door een hartinfarct en herseninfarct. Daardoor verzwakt, werd vervolgens kanker bij hem geconstateerd. Twee weken na zijn verjaardag overleed hij op 18 februari 2009 op 75-jarige leeftijd.